# Charles de Lorencez
Pour les articles homonymes, voir Lorencez.
Charles Ferdinand Latrille, comte de Lorencez, né le 23 mai 1814 à Paris et mort le 16 juillet 1892 au château de Laàs, fils de Guillaume Latrille de Lorencez. Il assura le succès de la première phase de l'expédition du Mexique, mais son armée succomba à la fièvre jaune et lui-même, la relève assurée, demanda son rappel en France.

## Biographie
Petit-fils, par sa mère Caroline Nicolette, du maréchal Oudinot, Lorencez est issu de la petite noblesse d'Ancien Régime : son père, le baron Guillaume Latrille de Lorencez, a combattu comme officier dans les armées de la Convention puis sous Bonaparte. Charles de Lorencez entre à l'école spéciale militaire de Saint-Cyr en 1830, et y est promu en 1832 (promotion du Firmament). Il sert d'abord en Algérie. Il obtient le grade de colonel en 1852, puis celui de général de brigade en 1855, pendant la Guerre de Crimée, lors de la prise de Malakoff.
En janvier 1862, il fut envoyé au Mexique avec des renforts. Parti le 17 décembre 1861 à bord du Forfait, il débarqua dans la baie de Veracruz le 5 mars, fut promu général de division le 20 et placé à la tête du corps expéditionnaire. Il reçut les renforts, en juillet, du 1er régiment de Zouaves, du 1er régiment de chasseurs à pied, du 99e régiment d'infanterie de ligne et d’un escadron de chasseurs d'Afrique qui furent amenés par les navires Eylau, l'Impérial et le Finistère.
Il quitte le camp du Chiquihuite, au Atoyac (Veracruz) après la défaite de l'armée française face aux forces mexicaines de cavalerie.
Il défait les Mexicains lors de la Bataille de Las Cumbres le 28 avril, entre à Amozoc le 4 mai, et le jour suivant attaque les collines fortifiées de Guadelupe et Loreto devant Puebla. Il ne parvient pas à prendre les collines qui défendent la ville, faute d'une artillerie adéquate, et se replie sur Orizaba.
Il repasse les sommets de Las Cumbres le 16 mai, il bat Ignacio Zaragoza le 18 mai après une vive bataille. Le 20 mai, il arrive à Orizaba qu'il fortifie, et décide d'y attendre des renforts. Le 17 juin, il défait à nouveau Zaragoza, mais les forces françaises, décimées par la fièvre jaune, ne peuvent tenir la situation à long terme : aussi presse-t-il l'empereur de rappeler ses troupes, prédisant une issue désastreuse à l'expédition si rien n'est entrepris en ce sens.
Lorsque Napoléon III envoie une nouvelle armée, il relègue Lorencez au poste de commandant en second du général Forey, mais Lorencez demande son rappel et quitte Veracruz le 17 décembre 1862.
Il combat durant la guerre franco-allemande de 1870, mais est retiré du service actif, en 1872, à la suite d'un accès de fièvre jaune, contractée au Mexique. Il se consacre ensuite à la rédaction d'un récit apologétique de son action au Mexique.
Il meurt le 16 juillet 1892 en son château de Laàs. Sa femme, la comtesse de Lorencez (née Euphémie Caroline Pouyanne y de Lloret, née en 1830), meurt en 1908.  Ses trois enfants (Charles, Etienne et Germaine) lui ont survécu, de même que sa fille illégitime Emilia, née (en 1862) de sa liaison avec Emilia Alvarez de Perez.